# Gerberga (reina dels Francs)
Gerberga fou l'esposa de Carloman I, rei dels francs, i cunyada de Carlemany. Se sap molt poc de Gerberga i el seu origen. Sembla clar que no era filla de Desideri d'Ístria, rei de Llombardia i que aquesta atribució que apareix de vegades es basa en un error entre ella i la princesa llombarda Desiderata, casada amb Carlemany. El seu origen era franc segons deixa escrit el papa Esteve III en una carta a Carlemany i Carloman, on diu: "...mercès a la voluntat del vostre pare [Pipi el Breu] els dos [Carlemany i Carloman] esteu ara casats amb dues belles dones franques".
Gerberga va tenir amb Carloman almenys dos fills. Com que el matrimoni va ser vers 768 o 769 i Carloman I va morir el 4 de desembre de 771, no serien més de tres, probablement només dos, Pipí i Cunegunda d'Austràsia. El primer és anomenat pel seu nom però el nom de l'altre fill o fills no és citat per les fonts. A la mort de Carloman, Gerberga esperava que el seu fill heretaria el regne del pare, i fins i tot que ella seria la regent; però Carlemany, amb el suport dels principals nobles, es va apoderar del territori (Burgúndia, Provença, Gòtia o Septimània, Alsàcia i Suàbia). Gerberga va fugir amb els seus fills; els Annales Lobienses diuen que "uxor eius [Karlomannus] cum duobus filiis et Otgario marchione..." va fugir a la cort de Desideri a Pavia i que aquest va donar suport a la reclamació de Pipí. Einhard, el biògraf de Carlemany, no dona cap raó especial per la fugida. Desideri estava enfrontat amb Carlemany perquè aquest havia repudiat poc abans a Desiderata, la filla del rei llombard, i va demanar al papa Adrià I (9 de febrer del 772-795) la coronació de Pipí com a rei dels Francs i el reconeixement del dret a succeir al seu pare.
El 773 Carlemany va envair Itàlia i va assetjar a Desideri a Pavia. Gerberga es va refugiar amb els seus fills, amb Adalgis (fill de Desideri) i amb el seu fidel conseller el marquès Otger, a Verona, la principal fortalesa llombarda. Pavia va caure el juny del 774 i Verona ja havia estat conquerida poc abans. Gerberga, els seus fills i Otger foren portats davant de Carlemany. La seva sort és desconeguda, ja que no tornen a ser esmentats. Pipí fou tonsurat i se suposa que tots foren enviats a monestirs com fou el cas per Desideri i la seva família.
Quan Gerberga va fugir es diu que ho va fer amb els seus fills, un sens dubte Pipí, però l'altre o altres no se'n dona ni el nom ni el sexe. La princesa anomenada Cunegunda d'Austràsia seria aquesta altre fill (filla). A la pàgina 198 de la "Histoire des Francs" de 1846, de Pierre-Denis, Comte de Peyronnet, es dona com a nom del segon fill el de Siagri (Syagrius) però això sembla especulatiu.